# Animate Records
Animate Records ist ein deutsches Musiklabel sowie ein Onlineshop mit Sitz in Großvoigtsberg, Sachsen, welches im Jahre 2002 gegründet wurde. Der stilistische Fokus liegt vor allem auf Death Metal und Black Metal, umfasst darüber hinaus aber auch Doom Metal, Grindcore, Crustcore, Metalcore, Power Metal, Pagan Metal und Viking Metal.
Bei Animate Records erschienen bislang LPs, CDs, Tapes und Merchandiseartikel von namhaften Bands wie Unleashed, Purgatory, Grave, Napalm Death, Terrorizer, Vomitory, Cryptopsy, Kataklysm, Lock Up, Control Denied, Belphegor, Samael, Darkened Nocturn Slaughtercult, Coercion, Bloodbath, Krisiun, Blood, Carnage, Kampfar, Master, Agathocles, Hades Almighty, Hate, Master, Agathocles, Funeral Whore oder Katatonia und vielen weiteren Acts. In den vergangenen Jahren hat sich Animate Records auf die Veröffentlichung von Vinyl-LPs spezialisiert.
Unter dem Banner des am 20. April 2014 gegründeten Sub-Labels "Animate Recorpse" werden Merchandiseartikel (hauptsächlich T-Shirts) diverser Metalbands produziert.